# Англо-австралійці
А́нгло-австралі́йці — австралійці, народ, основне населення Австралії. Чисельність 7,8 мільйона чоловік (станом на 2016 рік). Живуть також у Новій Зеландії, Великої Британії, США, Папуа Новій Гвінеї та інших країнах. Більшість віруючих — християни; нащадки вихідців з Англії, головним чином англікани (менше методистів), населення шотландського походження — пресвітеріани, ірландського — католики. Говорять австралійським варіантом англійської мови, що має західний, східний та північний діалекти (говори). Писемність на основі латинської графіки.
Англо-австралійці — нащадки переселенців з Англії, Шотландії та Ірландії. На відміну від інших англомовних націй, що сформувалися в країнах імміграції (американці, англо-канадці, новозеландці), в складі англо-австралійців частка осіб ірландського походження вище, ніж частка осіб, які ведуть своє походження з Шотландії. В етногенезі англо-австралійців брали участь також вихідці з Італії, Німеччини, Нідерландів. 
Заселення Австралії з Британських островів почалося в 1788 році, коли на східному березі була висаджена перша партія засланців і засновано перше англійське поселення Порт-Джексон (сучасний Сідней). Добровільна імміграція з Великої Британії істотно збільшилася в 1820-ті роки, коли в Австралії стало швидко розвиватися вівчарство. Після відкриття родовищ золота в 1850-ті роки з Великої Британії та інших країн прибуло чимало іммігрантів. У 1851—1861 роках населення Австралії збільшилося майже втричі, перевищивши 1 мільйон чоловік. У процесі колонізації Австралії австралійців-аборигенів і тасманійців винищували й відсували в несприятливі райони. У 2-й половині XIX століття в Австралії почала розвиватися промисловість, що сприяло національній консолідації англо-австралійців. Процес утворення нації у англо-австралійців прискорився після отримання Австралією статусу домініону в 1901 році.
Переважна частина англо-австралійців живе в містах, зайнята в промисловості, торгівлі, сфері обслуговування. Розвинене сільське господарство, особливо вівчарство, а також розведення великої рогатої худоби, свиней.
Більшість англо-австралійців живе в індивідуальних одно- і двоповерхових будинках з верандою. Основні типи сільського поселення — вівчарські і дрібні землеробські ферми.
За культурою англо-австралійці близькі населенню Британських островів. Нащадки вихідців з Ірландії, Шотландії та Уельсу зберігають деякі етнічні відмінності.